# Virus de Sangassou
Orthohantavirus sangassouense
Espèce
Synonymes
- Sangassou orthohantavirus (ICTV, 2016)
- Sangassou hantavirus (ICTV, 2015)
- Sangassou virus (ICTV, 2012)

Orthohantavirus sangassouense (SANGV), ou virus de Sangassou, est une espèce de virus à ARN monocaténaire à sens négatif du genre Orthohantavirus dans l'ordre des Bunyavirales. Il a été isolé pour la première fois chez une souris des bois africaine (Hylomyscus simus, Murinae) dans les forêts de Guinée, en Afrique de l'Ouest, en 2010. Il est nommé d'après le village près duquel la souris a été piégée. Il s'agit du premier hantavirus indigène d'Afrique à être découvert.

## Génome
Le génome du virus se compose de trois segments d'ARN de polarité négative ; le grand segment (L) code l'ARN polymérase virale dépendante de l'ARN, le segment moyen (M) code les glycoprotéines d'enveloppe Gn et Gc (clivées par cotraduction d'un précurseur de glycoprotéine) et le petit segment (S) code la protéine de la nucléocapside (N).
L'analyse phylogénétique indique sa proximité avec le virus de Dobrava-Belgrade dont il diffère par l'utilisation de l'intégrine β1 plutôt que la β3, et du facteur accélérant le déclin (DAF) ou CD55 comme récepteur d'entrée.

## Syndrome rénal
Chez les rongeurs, le hantavirus produit une infection chronique sans séquelles indésirables. On n'a pas connaissance d'épidémie humaine liée à ce virus.
Généralement, les hantavirus produisent chez l'humain deux syndromes cliniques majeurs : la fièvre hémorragique avec syndrome rénal dans l'ancien monde ou le syndrome pulmonaire aux Amériques,.

## Réservoirs
Les réservoirs naturels de hantavirus comprennent des chauves-souris à museau fendu, des taupes et des musaraignes. Les hantavirus transmis par les rongeurs forment trois clades évolutifs majeurs correspondant aux sous-familles de leurs hôtes rongeurs. Les HTNV, SEOV et DOBV sont des exemples de hantavirus associés à des Murinae. Les PUUV et Tula orthohantavirus (TULV) appartiennent aux hantavirus associés aux Arvicolinae, et SNV et ANDV sont des représentants des hantavirus associés aux Neotominae et Sigmodontinae,.